# Muniz Ferreira
Muniz Ferreira é um município brasileiro do estado da Bahia. Sua população estimada em 2019 era de 10.200 habitantes.

## História
Enquanto distrito do município de Nazaré, Muniz Ferreira era denominado Rio Fundo até 1938, quando sua denominação foi alterada para Muniz Ferreira. 
A fundação do município recomenta ao ano de 1962, quando os distritos nazarenos de Onha e Muniz Ferreira foram desmembrados de Nazaré, formando o atual município de Muniz Ferreira.

## Organização Político-Administrativa
O Município de Muniz Ferreira possui uma estrutura político-administrativa composta pelo Poder Executivo, chefiado por um Prefeito eleito por sufrágio universal, o qual é auxiliado diretamente por secretários municipais nomeados por ele, e pelo Poder Legislativo, institucionalizado pela Câmara Municipal de Muniz Ferreira, órgão colegiado de representação dos munícipes que é composto por vereadores também eleitos por sufrágio universal.

### Atuais autoridades municipais
- Prefeito: Gileno Pereira dos Santos "Professor Gileno" - PP (2021/-)[8]
- Vice-prefeito: Valdeci Conceição Almeida "Vavá" - PC do B (2021/-)[8]
- Presidente da Câmara: Bartolomeu Alves dos Santos Junior - AGIR (2023/-)[8][9]